# Gate: Jieitai Kano Chi nite, Kaku Tatakaeri
Gate: Jieitai Kano Chi nite, Kaku Tatakaeri (ゲート 自衛隊 彼の地にて、斯く戦えり, lit. Portal: E assim, as Forças de Autodefesa lutaram) é uma série de light novel escrita por Takumi Yanai e publicada pela editora AlphaPolis. A adaptação em mangá foi ilustrada por Satoru Sao em julho de 2011. A adaptação em anime estreou a 4 de julho de 2015 e nos países lusófonos foi transmitida simultaneamente pela Crunchyroll. A série de anime foi renovada para uma segunda temporada.

## Enredo
Quando um portal de outro mundo aparece em Ginza, Tóquio, uma legião de soldados e monstros surgem para atacar a cidade. Graças aos armamentos mais avançados e as táticas das Forças de Autodefesa do Japão, facilmente afastam o inimigo, atravessando o portão e estabelecendo uma base avançada de operações para forçar o império de estilo romano do outro mundo a render-se. Yōji Itami é um dos oficiais japoneses enviados para investigar o outro mundo, onde a magia, dragões e elfos são reais, que acaba usando o seu conhecimento de histórias de fantasia para fazer o seu caminho neste novo ambiente.

## Personagens

### Protagonistas
Yōji Itami (伊丹 耀司, Itami Yōji)
Voz de: Junichi Suwabe
Tuka Luna Marceau (テュカ・ルナ・マルソー, Tyuka Runa Marusō)
Voz de: Hisako Kanemoto
Lelei La Rellena (レレイ・ラ・レレーナ, Rerei Ra Rerēna)
Voz de: Nao Tōyama
Rory Mercury (ロゥリィ・マーキュリー, Rōri Mākyurī)
Voz de: Risa Taneda

### Terceira unidade de reconhecimento
Shino Kuribayashi (栗林 志乃, Kuribayashi Shino)
Voz de: Maaya Uchida
Takeo Kurata (倉田 武雄, Kurata Takeo)
Voz de: Kaito Ishikawa
Akira Tomita (富田 章, Tomita Akira)
Voz de: Hiroki Yasumoto
Mari Kurokawa (黒川 茉莉, Kurokawa Mari)
Voz de: Satomi Akesaka

### Região especial
Piña Co Lada (ピニャ・コ・ラーダ, Pinya Ko Rāda)
Voz de: Haruka Tomatsu
Yao Haa Dusi (ヤオ・ハー・デュッシ, Yao Hā Dyusshi)
Voz de: Yōko Hikasa
Molt Sol Augustus (モルト・ソル・アウグスタス, Moruto Soru Augusutasu)
Voz de: Atsushi Ono
Kato El Altestan (カト・エル・アルテスタン, Kato Eru Arutesutan)
Voz de: Chō
Bozes Co Palesti (ボーゼス・コ・パレスティー, Bōzesu Ko Paresutī)
Voz de: Yumi Uchiyama
Hamilton Uno Law (ハミルトン・ウノ・ロー, Hamiruton Uno Roru)
Voz de: Ikumi Hayama
Panache Fure Kalgi (パナシュ・フレ・カルギー, Panashu Fure Karugī)
Voz de: Azuki Shibuya
Grey Co Aldo (グレイ・コ・アルド, Gurei Ko Arudo)
Voz de: Itaru Yamamoto
Duran (デュラン, Duran)
Voz de: Masuo Amada

## Média

### Novels
Takumi Yanai, um ex-membro das Forças de Autodefesa do Japão, inicialmente publicou a obra no sítio eletrónico Arcadia entre abril de 2006 até junho de 2009, sob o pseudónimo Todoku Takusan (とどく＝たくさん). Em 2010, a editora AlphaPolis fez um acordo com ele para publicar a sua obra na editora. Os dois primeiros volumes da web-novela foram levemente alterados para torná-los menos "tóxicos" enquanto que o terceiro e último volume foi reescrito e expandido em três partes. Estes cinco volumes foram publicados a partir de 12 de abril de 2010 até 22 de dezembro de 2011, com as ilustrações feitas por Daisuke Izuka. Desde então, a série continuou com os cinco volumes das histórias de lado, em julho de 2015. Em dezembro de 2012, a AlphaPolis começou a reedição da série como uma light novel, onde cada volume foi dividido em dois, no formato bunkobon, com as ilustrações de Kurojishi.

#### Volumes
| N.º | Data de lançamento     | ISBN              |
| --- | ---------------------- | ----------------- |
| 1   | 12 de abril de 2010    | 978-4-434-14235-2 |
| 2   | 8 de agosto de 2010    | 978-4-434-14763-0 |
| 3   | 24 de dezembro de 2010 | 978-4-434-15254-2 |
| 4   | 30 de junho de 2011    | 978-4-434-15720-2 |
| 5   | 5 de janeiro de 2012   | 978-4-434-16238-1 |
| —   | 10 de outubro de 2012  | 978-4-434-17129-1 |
| —   | 8 de agosto de 2013    | 978-4-434-18173-3 |
| —   | 30 de abril de 2014    | 978-4-434-19120-6 |
| —   | 30 de dezembro de 2014 | 978-4-434-20085-4 |
| —   | 3 de julho de 2015     | 978-4-434-20742-6 |

### Mangá
Há cinco séries de mangá baseadas em Gate, todas publicadas pela AlphaPolis. O primeiro mangá, desenhado por Satoru Sao, foi publicado em julho de 2011. O segundo, que foi uma tira cómica de mangá de quatro células desenhada por Kuinji 51-gou, foi publicado em dezembro de 2014. O terceiro mangá intitulado 14 year old Pina Co Lada and The Rose Knights of the Gate Empire, foi desenhado por Yukie Shiren, o mangá é uma prequela com Pina como a protagonista principal, lançado em março de 2015. O quarto mangá intitulado Gate: Featuring the Starry Heavens, foi desenhado por Abeno Chako e retrata as três personagens principais tornando-se ídolos, o mangá foi publicado em março de 2015. Um mangá spin-off, desenhado por Chi, sob o título de Mei Company, foi baseado no universo da série Gate e publicado em março de 2015.

#### Volumes
| N.º | Data de lançamento     | ISBN              |
| --- | ---------------------- | ----------------- |
| 1   | 25 de junho de 2012    | 978-4-434-16703-4 |
| 2   | 31 de janeiro de 2013  | 978-4-434-17468-1 |
| 3   | 20 de julho de 2013    | 978-4-434-18048-4 |
| 4   | 30 de abril de 2014    | 978-4-434-19017-9 |
| 5   | 30 de setembro de 2014 | 978-4-434-19601-0 |
| 6   | 31 de março de 2015    | 978-4-434-20299-5 |
| 7   | 25 de junho de 2015    | 978-4-434-20675-7 |
| 8   | 25 de dezembro de 2015 | 978-4-434-21300-7 |
| 9   | 30 de junho de 2016    | 978-4-434-21993-1 |
| 10  | 25 de dezembro de 2016 | 978-4-434-22649-6 |
| 11  | 30 de abril de 2017    | 978-4-434-23144-5 |
| 12  | 30 de dezembro de 2017 | 978-4-434-23969-4 |
| 13  | 30 de junho de 2018    | 978-4-434-24676-0 |
| 14  | 30 de dezembro de 2018 | 978-4-434-25368-3 |
| 15  | 30 de junho de 2019    | 978-4-434-26031-5 |
| 16  | 30 de dezembro de 2019 | 978-4-434-26776-5 |
| 17  | 30 de junho de 2020    | 978-4-434-27533-3 |
| 18  | 30 de dezembro de 2020 | 978-4-434-28254-6 |
| 19  | 30 de junho de 2021    | 978-4-434-29010-7 |
| 20  | 30 de dezembro de 2021 | 978-4-434-29735-9 |
| 21  | 30 de junho de 2022    | 978-4-434-30460-6 |
| 22  | 30 de dezembro de 2022 | 978-4-434-31352-3 |
| 23  | 30 de junho de 2023    | 978-4-434-32196-2 |
| 24  | 30 de dezembro de 2023 | 978-4-434-33117-6 |
| 25  | 30 de junho de 2024    | 978-4-434-34052-9 |
| 26  | 30 de dezembro de 2024 | 978-4-434-35001-6 |

### Anime
A adaptação da série em anime foi feita pela A-1 Pictures, dirigida por Takahiko Kyōgoku e escrita por Tatsuhiko Urahata. Estreou no Japão a 4 de julho de 2015. Nos países lusófonos a série foi transmitida simultaneamente pela Crunchyroll, sob a distribuição da Showgate. Na América do Norte foi licenciada pela Sentai Filmworks. O tema de abertura é "Gate (Sore wa Akatsuki no Yō ni)" (GATE～それは暁のように～) interpretado por Kishida Kyōdan & the Akeboshi Rockets e o tema de encerramento é "Prism Communicate" (ぷりずむコミュニケート, Purizumu Komyunikēto) interpretado por Hisako Kanemoto, Nao Tōyama e Risa Taneda. A segunda temporada será exibida em janeiro de 2016.

#### Episódios
| #  | Título                                                                                      | Exibição original      |
| -- | ------------------------------------------------------------------------------------------- | ---------------------- |
| 1  | "As Forças de Autodefesa vão ao Outro Mundo" "Jieitai, Isekai e Iku (自衛隊、異世界へ行く)" | 4 de julho de 2015     |
| 2  | "Duas Forças Militares" "Futatsu no Gunzei (二つの軍勢)"                                    | 11 de julho de 2015    |
| 3  | "Dragão de Fogo" "Enryū (炎龍)"                                                             | 18 de julho de 2015    |
| 4  | "Para as Terras Desconhecidas" "Mishiranu Chi e (見知らぬ地へ)"                             | 25 de julho de 2015    |
| 5  | "A Batalha de Italica" "Itarika Kōbōsen (イタリカ攻防戦)"                                   | 1 de agosto de 2015    |
| 6  | "Cavalgada das Valquírias" "Ikusa Megami no Kikō (戦女神の騎行)"                            | 8 de agosto de 2015    |
| 7  | "A Decisão da Princesa" "Kōjo no Ketsudan (皇女の決断)"                                     | 18 de agosto de 2015   |
| 8  | "O Japão Além do Portal" "Mon no Mukō no Nihon (門の向こうのニホン)"                        | 22 de agosto de 2015   |
| 9  | "A Luta Noturna na Montanha Hakon" "Hakonesanchū Yasen (箱根山中夜戦)"                      | 29 de agosto de 2015   |
| 10 | "Desespero e Esperança" "Zetsubō to Kibō (絶望と希望)"                                      | 5 de setembro de 2015  |
| 11 | "Visitante" "Raihō-sha (来訪者)"                                                            | 12 de setembro de 2015 |
| 12 | "O Que Itami Fará?" "Itaminara (伊丹なら)"                                                  | 19 de setembro de 2015 |